# Font Fullosa
La Font Fullosa és una font del terme municipal de Sant Quirze Safaja, a la comarca del Moianès.
Està situada a 762 metres d'altitud, a prop de l'extrem nord del terme municipal. És a l'esquerra del torrent de l'Espluga, a ponent del Collet del Marçó i al sud de la masia de Barnils.